# Aston Martin Racing
Aston Martin Racing  is de race-tak van de Engelse autofabrikant Aston Martin. Het team wordt gerund door het eveneens Engelse Prodrive Racing. In tegenstelling tot wat velen aannemen, is het Aston Martin Aramco Cognizant F1 Team géén onderdeel van Aston Martin Racing en een losse organisatie met een volledig eigen infrastructuur onder onafhankelijk eigendomschap.

## FIA GT
Vanaf 2004 neemt Aston Martin deel aan het FIA GT kampioenschap met de DBR9. Deze auto haalde de nodige successen in deze klasse, met als hoogtepunt de winst van de 24 uur van Le Mans in 2008. Aston Martin biedt ook een aantal "klantenauto's" aan voor alle GT-klasses.